# Erich Bärenfänger
Erich Bärenfänger (* 12. Januar 1915 in Menden; † 2. oder 3. Mai 1945 in Berlin) war ein deutscher Generalmajor des Heeres im Zweiten Weltkrieg, zweitjüngster General der Wehrmacht nach Dietrich Peltz und Träger des Eichenlaubs mit Schwertern zum Ritterkreuz des Eisernen Kreuzes.

## Militärische Laufbahn
Sein Vater war Postbote in Menden. Bärenfänger trat am 16. Oktober 1936 als Wehrpflichtiger in das Infanterieregiment 67 der Wehrmacht ein. Nach drei Dienstjahren im Infanterieregiment 123 wurde er am 1. April 1939 zum Leutnant der Reserve befördert. Kurz vor seiner Entlassung zur Reserve brach der Zweite Weltkrieg aus und Bärenfängers Regiment wurde als Teil der 50. Infanterie-Division nach Polen verlegt. Während des Westfeldzuges erhielt er Mitte 1940 als Zugführer das Eiserne Kreuz beider Klassen und wurde Anfang Juni 1940 das erste Mal verwundet.
Kurz nach Beginn des Deutsch-Sowjetischen Krieges wurde Bärenfänger in ein aktives Verhältnis übernommen und zum Oberleutnant befördert. Nach drei schweren Verwundungen wurde er Ende September 1941 Führer der 7. Kompanie seines Regiments. Zusammen mit rumänischen Truppen gehörte seine Division zur 11. Armee von Erich von Manstein. Die Einheit war in die Kämpfe am Dnepr, bei Kiew, Perekop, Sewastopol und auf der Krim verwickelt. Im Januar 1942 erhielt er das Verwundetenabzeichen in Gold, nachdem er während eines einzigen Gefechtes dreimal verwundet wurde, sowie im Dezember das Deutsche Kreuz in Gold.
Am 7. August 1942 wurde Bärenfänger das Ritterkreuz des Eisernen Kreuzes verliehen, seine Beförderung zum Hauptmann erfolgte wenige Wochen später, und er erhielt das Kommando über das III. Bataillon seines Regiments. Die 50. Infanterie-Division war später an den Kämpfen im Kaukasus beteiligt und wurde vom Kuban-Brückenkopf fast vollständig abgeschnitten. Erst im Februar 1943 gelang es über das zugefrorene Asowsche Meer zurückzukehren. Im Frühjahr 1943, nach einem Zusammenbruch von rumänischen Einheiten an seiner Flanke, leitete er einen Gegenangriff ein, bei dem zwei sowjetische Regimenter zurückgeschlagen werden konnten. Als Anerkennung erhielt Bärenfänger, als 243. Soldat der Wehrmacht bzw. 118. Angehöriger des Heeres, das Eichenlaub zum Ritterkreuz des Eisernen Kreuzes sowie die Beförderung zum Major. In den schweren Durchbruchskämpfen der Roten Armee auf der Krimhalbinsel musste sein Bataillon mehrere sowjetische Sturmangriffe abwehren. Im Frühjahr 1944 nahm seine Einheit die stark verteidigte Höhe 133,3 bei Kertsch. Nach mehreren Nahkampftagen mussten die sowjetischen Truppen zurückweichen. Noch im Januar 1944 wurde Bärenfänger von seinem Divisionskommandeur Generalmajor Sixt mit Nachdruck für die Schwerter zum Ritterkreuz vorgeschlagen. Er erhielt diese Auszeichnung am 23. Januar 1944 als 16. Offizier des Heeres. Am 4. März 1944 wurde er zum Ehrenbürger seiner Geburtsstadt Menden ernannt.
Nach der Räumung der Halbinsel Krim durch die Wehrmacht wurde Bärenfänger als Oberstleutnant nach Deutschland in die Führerreserve versetzt und nahm zunächst an einem Regimentskommandeurlehrgang in Döberitz teil. Im Anschluss daran stand Bärenfänger ab Mitte Juni 1944 dem Reichsjugendführer als Inspekteur der Wehrertüchtigung zur Verfügung, wurde Anfang August 1944 mit Wirkung zum 30. Juni 1944 zum Generalinspekteur für den Führernachwuchs kommandiert und Ende des Monats hierher versetzt. Am 1. November 1944 erfolgte seine erneute Versetzung in die Führerreserve und Kommandierung zur Reichsjugendführung beim Inspekteur der Wehrertüchtigungslager der Hitlerjugend.
Bei der Schlacht um Berlin im April 1945 wurde ihm der stark umkämpfte Verteidigungsabschnitt A, später auch B, übertragen. Am 25. April 1945 wurde er, nach Überspringung des Dienstgrades Oberst, für seine Verdienste zum Generalmajor befördert. Er war mit dreißig Jahren der jüngste General des Heeres. Als Kommandeur des Abschnittes A im Ostteil von Berlin versuchte er mit kleineren Kampfgruppen in der Nacht vom 2. zum 3. Mai 1945 einen Ausbruch nach Oranienburg. Als der Versuch misslang, erschoss sich Bärenfänger – ein überzeugter Nationalsozialist – im Keller der Schultheißbrauerei im Stadtteil Prenzlauer Berg zusammen mit seiner Frau und seinem Schwager.

## Auszeichnungen (Auswahl)
- Eisernes Kreuz 2. Klasse (12. Juni 1940)[1]
- Eisernes Kreuz 1. Klasse (21. Juni 1940)[1]
- Verwundetenabzeichen 1939 in Schwarz (1. Juli 1940)[1]
- Verwundetenabzeichen 1939 in Silber (9. August 1941)[1]
- Ritterkreuz des Ordens der Krone von Rumänien (13. August 1941)[1]
- Deutsches Kreuz in Gold (26. Dezember 1941)[1]
- Verwundetenabzeichen 1939 in Gold (10. Januar 1942)[1]
- Bulgarischer Militärorden für Tapferkeit IV. Stufe, I. Klasse (7. Februar 1942)[1]
- Ritterkreuz des Eisernen Kreuzes (7. August 1942)[1]
- Ehrenblattspange des Heeres (14. August 1942)[1]
- Krimschild (2. November 1942)[1]
- Ritterkreuz mit Eichenlaub (17. Mai 1943)[1]
- Ritterkreuz mit Eichenlaub und Schwertern (23. Januar 1944)[1]